# Rudolf Anton Haunschmied
Rudolf Anton Haunschmied (ur. 1966) – austriacki pisarz i badacz historii regionalnej.

## Życiorys
Rudolf A. Haunschmied spędził dzieciństwo i młodość w St. Georgen an der Gusen (Górna Austria), obecnie mieszka w Traun. Jeszcze jako uczeń technikum mechanicznego zaczął badać historię obozu koncentracyjnego Gusen, należącego do systemu obozów Mauthausen, wciągając do tej działalności swoją nauczycielkę ze szkoły podstawowej, Marthę Gammer.
Jest współzałożycielem utworzonego w 1986 roku miejscowego kółka historii regionalnej (Arbeitskreis für Heimat-, Denkmal- und Geschichtspflege St. Georgen - AHDG) oraz wyłonionego później z tej grupy Komitetu Pamięci Gusen (Gusen Memorial Committee - GMC).
Na życzenie gminy St. Georgen w 1989 roku po raz pierwszy opublikował swoje badania historii obozu koncentracyjnego Gusen. Haunschmied oprowadza wycieczki po śladach byłych obozów koncentracyjnych Gusen I, Gusen II i Gusen III, od wielu lat kieruje kołami studyjno-badawczymi w ramach kształcenia dorosłych, wygłasza odczyty i służy radą i pomocą przyjeżdżającym z całego świata badaczom, studentom i rodzinom ofiar obozu.
Wspólnie z Pierre’em Serge’em Choumoff'em (ówczesnym przewodniczącym organizacji Amicale Française de Mauthausen z siedzibą w Paryżu) i innymi osobami zorganizował w 1995 roku w ramach platformy, do której należy kilka okolicznych gmin, pierwszą międzynarodową uroczystość upamiętniającą wyzwolenie Gusen i stworzył międzynarodowe forum wymiany informacji w Internecie (KZ Mauthausen-Gusen Info-Pages – www.gusen.org).
W 1996 i 1997 roku był inicjatorem dwóch partnerstw – między miastami St. Georgen an der Gusen a Empoli (Toskania) oraz między Langenstein a Sesto San Giovanni (aglomeracja Mediolanu). W roku 2000 na zaproszenie austriackiego ministerstwa spraw wewnętrznych dołączył do inicjatywy na rzecz reformy muzeum w Mauthausen, dzięki której w 2004 r. otwarto nowe Centrum dla Zwiedzających nieopodal Miejsca Pamięci na terenie byłego obozu koncentracyjnego Gusen.
W latach 2005–2007 brał udział w realizacji projektu artystycznego Audioweg Gusen (Audioprzewodnik po Gusen), będąc jedną z osób, które przejęły patronat nad tym przedsięwzięciem.
Jest autorem i współautorem licznych publikacji i dokumentacji, częściowo powstałych na potrzeby radia i telewizji. Od wielu lat angażuje się na rzecz ochrony obozu koncentracyjnego Gusen oraz na rzecz udostępnienia części byłej podziemnej fabryki samolotów B8 Bergkristall, w której pracowali więźniowie obozu koncentracyjnego Gusen II.

## Publikacje i działalność
- Zum Gedenken 1938 bis 1945, w: 300 Jahre erweitertes Marktrecht St. Georgen/Gusen, St. Georgen a.d. Gusen, 1989
- KZ Mauthausen-Gusen Info-Pages [www.gusen.org], od r. 1997 do dzisiaj
- Spacery śladami historii w St. Georgen i w Gusen, organizowane w latach 1993–2005 w ramach uniwersytetu ludowego Volkshochschule prowadzonego przez miejscowe przedstawicielstwo Izby Robotniczej.
- Konzentrationslager Gusen, w: Unsere Heimat der Bezirk Perg, Verein zur Herausgabe eines Bezirksheimatbuches, Perg 1995
- Gusen - Eine Manifestation österreichischen Vergessens?, w: Christoph Mayer, Das unsichtbare Lager - Audioweg Gusen, Berlin 2007
- wspólnie z Alfredem Grau: Der Zusammenbruch 1945 wie wir ihn erlebten, w: St. Georgener Heimatblätter 2007
- wspólnie z: Jan-Ruth Mills, Siegi Witzany-Durda: St. Georgen-Gusen-Mauthausen - Concentration Camp Mauthausen Reconsidered, BoD, Norderstedt 2008, ISBN 978-3-8334-7440-8, praca dostępna jako Google-Book St. Georgen-Gusen-Mauthausen
- Getta la pietra! Il lager di Gusen-Mauthausen, Mimesis Edizioni, Mediolan 2008
- Bundesministerium für Inneres: Zur aktuellen Diskussion um Bergkristall, Dokumentation, Wiedeń 2009
- NS-Geschichte 1938–1945, w: 400 Jahre Markt St. Georgen an der Gusen, St. Georgen a.d. Gusen, 2011
- Redaktor pracy Karla Littnera: Life Hanging on a Spider Web - From Auschwitz-Zasole to Gusen II, BoD, Norderstedt 2011, ISBN 978-3-8423-9840-5 praca dostępna jako Google-Book Life Hanging on a Spider Web
- Zur Geschichte des Lagerteiles Gusen im ehemaligen KZ-Doppellager Mauthausen-Gusen, In: Überleben durch Kunst - Zwangsarbeit im Konzentrationslager Gusen für das Messerschmittwerk Regensburg, Dr. Peter Morsbach Verlag, Regensburg 2012, ISBN 978-3-937527-52-9
- Die Bevoelkerung von St. Georgen/Gusen und Langenstein. Umgang mit der Lagergeschichte, Ablehnung und Initiativen zur Bewahrung, In: Gedenkstaetten fuer die Opfer des Nationalsozialismus in Polen und Oesterreich - Bestandsaufnahme und Entwicklungsperspektiven (polsko-austriackiej konferencji w Stacji Naukowej Polskiej Akademii Nauk w Wiedniu), Peter Lang Edition, Frankfurt am Main 2013, ISBN 978-3-631-62461-6
- Zur Bedeutung des Pfarrgebietes von St. Georgen /Gusen als Schluesselregion zur Ausbeutung von KZ-Haeftlingen durch die Schutzstaffel, In: Denk.Statt Johann Gruber - Neue Wege der Erinnerungskultur, Wagner Verlag, Linz/Donau 2014, ISBN 978-3-902330-93-2
- Zur Landnahme der Schutzstaffel im Raum St. Georgen-Gusen-Mauthausen in Oberösterreichische Heimatblätter, 69. Jahrgang, Heft 3/4, Amt der OÖ. Landesregierung, Direktion Kultur, Linz/Donau 2015, ISBN 3-85393-021-2
- The Gusen II Jew Camp and the Messerschmitt Bergkristall underground plane factory in St. Georgen on the Gusen. In: Joseph Fisher: The Heavens were Walled In, New Academic Press, Vienna 2017, p. 175 ff. ISBN 978-3-7003-1956-6

## Odznaczenia
- Nagroda kulturalna gminy St. Georgen an der Gusen (1990)
- Nagroda kraju związkowego Górna Austria w konkursie na pomysły w dziedzinie kształcenia dorosłych (1995 r.) – był członkiem nagrodzonej grupy, która zaproponowała zorganizowanie platformy „75 lat Republiki Austrii – z przeszłości w przyszłość“.
- Medal za zasługi kraju związkowego Górna Austria (2008)
- Konsulent naukowy kraju związkowego Górna Austria (2013)
- Złoty Medal Opiekuna Miejsc Pamięci Narodowej (2014)
- Złota Odznaka Honorowa za Zasługi dla Republiki Austrii (2015)
- Złoty Medal honorowy gmina Langenstein (2016)
- Odznaka honorowa „Zasłużony dla Kultury Polskiej” (2017)[5]
- Złota Sowa Polonii (2019)[6]
- Medal Virtus et Fraternitas (2024)[7][8]